# Jeune Conseil de Montréal
Le Jeune Conseil de Montréal (JCM) est une simulation parlementaire non partisane, où des dizaines de participants âgés de 18 à 30 ans reproduisent, chaque année, le fonctionnement du conseil municipal de Montréal. L'évènement est produit par l'Association des jeunes conseillers et conseillères de Montréal (AJCCM), une association à but non lucratif financée en partie par des cotisations prélevées auprès des participants du JCM, en partie par des subventions gouvernementales et enfin, par des commandites privées.

## Historique
Un groupe de jeunes participants du Parlement jeunesse du Québec voulut un jour organiser une simulation parlementaire dans l'enceinte de l'Hôtel de Ville de Montréal. Le personnel de la Ville, en l’absence de simulation parlementaire dans le domaine municipal, leur répondit qu'ils ne pourraient utiliser la salle pour leurs débats qu'à condition de traiter d'enjeux municipaux, et non provinciaux. Téméraire, le premier maire du JCM, Sylvain Campeau, revint avec son équipe présenter un plan d'événement sur trois jours, et c’est ainsi qu’en septembre 1987 a eu lieu la première édition du Jeune Conseil de Montréal. L’année suivante, les membres de l’assemblée ont adopté la première Charte du Jeune Conseil, ce qui conduit à l’incorporation de cette association en tant qu’organisme à but non lucratif en février 1989.
Cette même année, l’administration de la ville de Montréal (sous la direction du maire Jean Doré) signait avec le Jeune Conseil une entente permettant l’accès à des locaux ainsi qu’une collaboration entre ces deux entités autonomes. Aujourd’hui, le Jeune Conseil entretient un double lien avec la municipalité. En fait, il maintient des relations tant avec la présidence du conseil municipal de Montréal qu’avec le bureau du protocole et de l’accueil qui lui assurent l’encadrement et le soutien logistique pour l’ensemble de ses activités.
En 1990, le Jeune Conseil s’est doté d’un logo et a établi des liens plus étroits avec plusieurs organismes politiques œuvrant à l’échelle municipale dont le ministère des Affaires Municipales, l’Union des Municipalités du Québec, la Communauté Urbaine de Montréal ainsi que plusieurs villes membres de cette dernière. Grâce à ces relations, les participants reçoivent chaque année plusieurs documents les aidant à parfaire leurs connaissances sur les divers sujets discutés durant la simulation, comme sur le projet « une Île, une ville »
De 2004 à 2006, le Jeune Conseil a présenté le budget municipal à la place du troisième projet de règlement.

## Mission
L’Association des jeunes conseillers et conseillères de Montréal (AJCCM) "est un organisme autonome et non-partisan qui fait la promotion de la voix et des perspectives de la jeunesse montréalaise dans la sphère politique. Nous visons à rapprocher les jeunes des processus décisionnels municipaux tout en développant leurs compétences, dont l’art oratoire, la réflexion critique et l’écoute réelle des idées."

### Maires du Jeune Conseil de Montréal depuis 1987
2025: Marie Cosquer 

2024: Ioana Manea

2023: Melissa Turp-Yonezawa

2022: Claire Duclos

2021: Daniel Tran (l'édition 2021 a été reportée pour l'année 2022)

2020: Rayane Zahal

2019: Etienne A. Gratton

2018: Simon Charron

2017: Charles-Auguste Marois 

2016: Luis-Gaylor Nobre 

2015: Dr Aristides Hadjinicolaou 

2014: Andréa Alary Hofmann 

2013: Marie-Gabrielle Bronsard 

2012: Patrice César 

2011: Simon St-Georges 

2010: Cathy Wong 

2009: Simon Castonguay 

2008: Kevyn Gagné 

2007: Benoit Auger 

2006: Salvatore Mancini 

2005: François Milette 

2004: Vincent Lanctôt 

2002: Frédéric Hamelin 

2001: Jean-Sébastien Rivard 

2000: Vincent Hubert 

1999: Dominic Mailloux 

1998: Jean Sébastien Goulet 

1997: Jean-François Mongeau 

1996: Caroline Lessard 

1995: Martin Letendre

1994: Danilo DiVincenzo 

1993:  Carl Phaneuf 

1992:  Eric Thivierge 

1991:  Catherine Bergeron 

1990:  Michel R. Magnan 

1989:  Patrice Moreau 

1988:  André Gariépy 

1987:  Sylvain Campeau (fondateur)

### Projets de règlement débattus
- 1998 :
  - Projet de règlement permettant l'expropriation d'immeubles vacants pour des fins communautaires.
  - Projet de règlement portant sur l'adoption d'un plan stratégique de relation publique pour le marché nord-américain.
  - Projet de règlement visant la création d'un axe piétonnier au centre-ville de Montréal.
  - Projet de règlement visant l'amélioration des mesures d'urgence sur le territoire de la C.U.M..

- 1999 :
  - Projet de règlement sur le réaménagement et le développement du transport en commun dans la grande région de Montréal (99-01). Adopté
  - Projet de règlement permettant aux propriétaires de commerce et d’industries une meilleure gestion du recyclage au sein de leur entreprise  (99-02). Adopté
  - Projet de règlement sur le travail à domicile (99-03). Rejeté

- 2000 :
  - Projet de règlement sur les Bureaux Accès Montréal de la Communauté (220-01). Adopté
  - Projet de règlement sur le réaménagement des terrains de baseball en terrains de soccer et l’entretien des terrains sportifs de la Ville de Montréal (2000-02). Adopté
  - Projet de règlement sur la protection et l’aménagement d’espaces verts (2000-03). Adopté

- 2001 :
  - Projet de règlement sur la lutte contre la violence dans les sports amateurs.
  - Projet de règlement sur la restructuration de la Société de Transport de Montréal
  - Projet de règlement sur les mesures de sécurité entourant les piscines résidentielles

- 2002 :
  - Projet de règlement relatif à l’encadrement de la prostitution (2002-01). Adopté
  - Projet de règlement sur la fumée secondaire dans les lieux publics (2002-02).Adopté
  - Projet de règlement sur la reconstruction et l’entretien permanent des infrastructures de la Ville de Montréal ainsi que sur la création du conseil de priorité des infrastructures. Adopté

- 2004 :
  - Projet de règlement relatif à l’implantation d’un lieu d’injection supervisée.
  - Projet de règlement instaurant un plan d’action pour le cyclisme utilitaire dans la Ville de Montréal.
  - Budget de la ville de Montréal. Adopté

- 2005 :
  - Plan intégré de sécurité publique de la Ville de Montréal.
  - Mise en valeur des artères commerçantes et touristiques principales dans une perspective de développement durable.
  - Budget de la Ville de Montréal. Adopté

- 2006 :
  - Plan pour l’élargissement de l’accès à la culture de la Ville de Montréal.. Adopté
  - Projet de règlement sur les nuisances sensorielles. Rejeté
  - Budget de la Ville de Montréal.. Adopté

- 2007 :
  - Projet de règlement sur la relance du secteur immobilier à Montréal et l’accès à la propriété.
  - Politique municipale de gouvernance participative.
  - Plan de réorientation stratégique des transports. Adopté

- 2008 :
  - Plan « Montréal, ville de Savoir ». Rejeté
  - Politique pour une gestion responsable et efficace de l’eau. Adopté
  - Politique de collaboration sociale en matière d’itinérance. Adopté

- 2009 :
  - Règlement sur l'accès aux berges de l'île. Adopté
  - Règlement sur la réforme de la Police de Montréal. Adopté
  - Politique visant à réduire la consommation de déchêts recyclables à Montréal. Rejeté
- 2010 :
  - Règlement instituant les maisons de tolérance pour les travailleurs du sexe.
  - Règlement sur la construction de logements sociaux et abordables.
  - Politique de réforme du cadre des travaux publics des travailleurs cols bleus de la ville de Montréal.
- 2011 :
  - Règlement sur la restriction de la circulation automobile.
  - Règlement sur l'aménagement des parcs et des espaces publics.
  - Règlement sur la lutte à la pauvreté par la création d'emplois.
- 2012 :
  - Règlement sur le Service de Police de la ville de Montréal.
  - Règlement sur la gestion des mégaprojets.
  - Règlement sur la lutte à la précarité et l'itinérance.
- 2013 :
  - Règlement sur la gestion des services pour les aînés et les personnes en perte d'autonomie.
  - Règlement sur l'immigration à Montréal.
  - Règlement sur la mixité sociale et l'habitation coopérative.
- 2014 :
  - Règlement sur les comités de citoyens jury. Adopté
  - Règlement sur l'utilisation des technologies dans une perspective de Ville intelligente. Adopté
  - Règlement sur le développement des toits verts et l'agriculture urbaine. Adopté.
- 2015 :
  - Règlement sur les stationnements et la mobilité urbaine. Adopté
  - Règlement sur le financement de la lutte à l'itinérance. Rejeté
  - Règlement sur la responsabilité environnementale. Adopté
  - Règlement sur la préservation du patrimoine religieux de la ville de Montréal (projet partisan). Adopté
- 2016 :
  - Règlement sur l'accessibilité de la vie culturelle et économique. Adopté
  - Règlement sur les espaces vacants. Adopté
  - Règlement sur la consommation et le traitement de l'eau. Adopté
  - Règlement portant sur la valorisation de l'art urbain (projet partisan). Adopté
- 2017
  - Règlement sur la gestion animalière domestique et commerciale. Adopté
  - Règlement sur l'embourgeoisement et le logement. Adopté
  - Règlement sur la gouvernance municipale et les technologies. Adopté
  - Règlement portant sur la création d'une monnaie locale (projet partisan). Rejeté
- 2018 :
  - Règlement sur le travail du sexe. Adopté
  - Règlement sur la centralisation et la privatisation des travaux public. Rejeté
  - Règlement sur la municipalisation de la santé. Adopté
  - Règlement sur l'identification et l'inclusion des sans-papiers (projet partisan). Adopté
- 2019 :
  - Règlement sur la protection et la création du patrimoine montréalais. Adopté
  - Règlement sur la communautarisation du service de police de la Ville de Montréal. Adopté
  - Règlement sur l'inclusion des nouvelles arrivantes. Adopté
  - Règlement sur la priorisation des transports en commun et actifs. Adopté
- 2020 :
  - Règlement sur l'intégration de l'intelligence artificielle à la ville de Montréal. Rejeté
  - Règlement sur le développement pérenne. Adopté
  - Règlement sur la saine gouvernance, fédéralisation et impacts des organismes sans but lucratif. Adopté
  - Règlement sur la résilience urbaine. Adopté
- 2021 : L'édition 2021 a été reportée pour l'année 2022.
- 2022 :
  - Règlement sur la stimulation de la consommation locale. Adopté
  - Règlement sur l’inclusion des enfants dans l’espace public et dans les instances démocratiques. Rejeté
  - Règlement sur la communauté animalière et la faune montréalaise. Adopté
  - Règlement sur sur une ville inclusive de jour et de nuit. Adopté
- 2023 :
  - Règlement sur le logement locatif abordable. Adopté
  - Règlement sur l'équité de genre dans les espaces publics. Adopté
  - Règlement sur la démocratisation de l'art. Adopté
  - Règlement sur les comités de citoyens-jurés. Rejeté
- 2024 :
  - Règlement sur l'expression et la sécurité corporelle et sexuelle dans l’espace public. Adopté
  - Règlement sur la réduction de la production de matières résiduelles et du gaspillage. Adopté
  - Règlement sur la diversification des sources de revenus de la Ville. Rejeté
  - Règlement sur le sommeil et le ralentissement de la Ville. Adopté

## Menu réglementaire
Chaque édition de la simulation, 4 conseillères sont désignées porteuses de projet de règlement, qui sont appelées à présenter et défendre un projet de règlement de leur conception. Comme c'est le cas au conseil de ville, chaque projet est critiqué par une conseillère de l'opposition officielle. Afin de bien jouer leur rôle, les participants auront généralement effectué au préalable quelques recherches et se seront documentés sur les dossiers qui seront abordés durant la session. En plus de se pencher sur les projets présentés par les différents porteurs de règlement, les participantes débattent aussi sur des motions présentées par des participants de première année.

### Conseil d'administration et Conseil de Direction
L'AJCCM est dirigée par un Conseil d'administration élu chaque année en assemblée générale, après la tenue de la simulation. Il a pour tâche d'expédier les affaires courantes de l'Association.
Le Conseil de Direction est formée de 5 participants assumant les rôles clé de la simulation : la mairie, la chefferie de l'opposition officielle, la présidence du comité exécutif, le leader de l'administration et le leader de l'opposition. Le CD est responsable de l'organisation de l'édition courante et coordonner la création du menu réglementaire. La présidence du comité exécutif chapeaute les 4 porteuses de règlement ainsi que les critiques et les présidences de commission.

## Fonctionnement

### Règles de procédure
Le JCM cherche à reproduire le plus fidèlement possible le fonctionnement du Conseil municipal de Montréal. On y retrouve donc un parti majoritaire formant l'administration et dirigé par la mairie, de même qu'une opposition officielle, constituée autour de la chefferie de l'opposition officielle.
La présidence du conseil maintient l’ordre et le decorum pendant les travaux et se prononce sur les questions de règlement et de privilège soulevées par les conseillers.
L’ordre du jour d’une assemblée régulière est rédigé par le comité exécutif.
Lors de chaque assemblée régulière se tient une période de questions des conseillers portant sur des affaires d’intérêt public dont le Jeune conseil est saisi ou des affaires qui concernent l’activité municipale montréalaise.

### Absence de ligne de parti
Comme dans la réalité, l'administration est menée par la mairie, et l'opposition, par la chefferie de l'opposition officielle. Les débats sont dirigés par un présidence d'assemblée, chargé d'assurer le maintien et l'ordre des procédures. Le Jeune Conseil de Montréal possède toutefois certaines particularités qui le distinguent de du véritable Conseil municipale de Montréal. L'une d'elles est l'absence de discipline de parti ; ainsi, une membre de l'administration peut librement se prononcer contre un projet de règlement. De la même façon, une conseillère de l'opposition officielle n'a pas nécessairement à voter contre un tel projet. Ces particularités visent à assurer des débats plus libres et à permettre à l'ensemble des participant(e)s d'exprimer leurs idées sans entraves.

## Autres simulations parlementaires au Québec
- Au primaire : Parlement écolier
- Au secondaire : Parlement des jeunes
- Au collégial : Forum étudiant
- À l'université : Parlement jeunesse du Québec et le Parlement étudiant du Québec
- Pour les 16 à 30 ans : Jeune Conseil de Montréal
- Pour les aînées : Parlement des sages
- Pour tous : Parlement intergénérationnel